# RDH13
RDH13‏ (Retinol dehydrogenase 13) هوَ بروتين يُشَفر بواسطة جين RDH13 في الإنسان.